# Le Tanu
Le Tanu è un comune francese di 351 abitanti situato nel dipartimento della Manica nella regione della Normandia.

## Origini del nome
Il toponimo è attestato nel 1248 nella forma di Tanutium. L'origine è incerta: una deformazione del latino talus (tallone) o dal gallico tanno (quercia).

## Storia
Dal 1º gennaio del 1973 il comune ha assorbito quello di Noirpalu, che ha conservato lo status di comune associato. Questo toponimo è attestato dal 1186 (apud Nigrum paludem) e nel 1213 e 1412 (de Nigra Palude).

## Monumenti e luoghi di interesse
- Chiesa di Notre-Dame di Tanu (XII secolo)
- Chiesa di San Giovanni Battista di Noirpalu (XVIII secolo)

Le due chiese dipendono dalla parrocchia dei Santi Pietro e Paolo di La Haye-Pesnel, nel decanato di Granville-Villedieu.
- Dimora signorile del "Bois Frou", possesso della famiglia di Sainte-Marie fino al 1656 e il seguito sede di religiosi dell'ordine domenicano, che vi eressero una cappella, oggi scomparsa. L'edificio con la Rivoluzione francese venne venduto a Tomas Nélet.

## Società

### Evoluzione demografica
Abitanti censiti